# 風暴戰士ORGUN
《風暴戰士ORGUN》是1991年～1992年販售的柿沼秀樹原作的OVA作品。全3話。

## 故事簡介
西元2292年，地球已高度技術発達，人們生活的大部分依賴電腦與自動化。來自宇宙彼方的侵略者逼進……。地球與外星侵略者，各自有一名長像幾乎一樣的預知能力者。在經過多次交戰後，才知侵略者其實是西元2100年，由地球派出的科學調查團，因為被捲入黑洞，沒有任何來自地球的援助，在宇宙中流浪數百萬年（根據相對論在高度重力下，時間會被幾乎無限擴展），肉體逐漸退化，使用機体來包覆已退化的肉體。不斷的侵略，尋找存在的目的。在侵略者的頭目被打爆後，侵略者一方的預知能力者，帶著剩下的人離開地球……。

## 登場人物
真道恆（Shindo Tomoru，CV：山寺宏一）
23世紀、居住在地球的理想都市＜CITY-NO.5＞的喜好復古20世紀風格感覺的17歳少年。喜歡逛博物館。夾克出現在第3話最後一幕的博物館，享年35歲（西元2295年至2330年）。
奧鋼（Orgun，CV：山寺宏一）
來自宇宙彼方的侵略者，持有勇者之名。叛逃到月球時遭擊爆。於死前將其機體與人格資料傳送往地球。
神先未知（Mitsurugi Youko，CV：冬馬由美）
E.D.F所屬的天才科學家。
艾札克（I-Zack，CV：田中信夫）
神先未知所製作的有機電腦。人格具備、可與人對話、思考。
久見・傑佛遜（Kumi Jefferson，CV：笠原弘子）
在CITY-NO.5之中，具有預知能力者。絕招是「召喚太陽」。
諾克（CV：關俊彥）
真道恆的友人。

### EDF（Earth Defense Force）
美劍陽子（CV：篠原惠美）
E.D.F戦闘機部隊的中隊長

### 進化族（Evoluder）
朗格（CV：若本規夫）
Orgun的元上司，在第2話中為追殺奧鋼而來到地球。
莉芙（CV：冬馬由美）
女性斥候兵，奧鋼的昔日友人。
密克（CV：笠原弘子）
預知能力者。Evoluder之中維一仍具有完整人類肉體者。
索亞（CV：内海賢二）
司令官。

## 主題曲
- 第1話ED「バンディリア旅行団」

（作詞・作曲・平沢進 編曲：平沢進、松本かよ　演唱：平沢進＆東京混声合唱団　弦樂：内田輝ストリングス）
- 第2話ED「山頂晴れて」

（作詞・作曲・編曲：平沢進　演唱：平沢進＆戸川純　和音：見上裕一、藤井ヤスチカ、藤井一彦、高橋ボブ、竹内修、鎮西正憲）
- 第3話ED「魂のふる里」

（作詞・作曲・編曲・演唱：平沢進　弦樂：三宅純）
- 挿入歌「金星」

（作詞・作曲・編曲・演唱：平沢進）

## 外部連結
- Detonator Orgun在動畫新聞網的百科全书中的资料
- AnimeOnDVD review